# Fara Williams
Fara Tanya Franki Williams Merrett MBE (* 25. Januar 1984 in London) ist eine englische ehemalige Fußballspielerin. Die Mittelfeldspielerin stand zuletzt beim FC Reading unter Vertrag. Zuvor spielte sie zwei Jahre für Arsenal Ladies FC. Von 2001 bis 2019 spielte sie für die englische Nationalmannschaft, deren Rekordnationalspielerin sie seit August 2014 ist. Zudem spielte sie für das Team GB bei den Olympischen Spielen 2012.

## Leben
Williams begann ihre Karriere im Alter von sieben Jahren beim Chelsea LFC und wechselte 2001 zu den Charlton Athletic Ladies. Seit 2004 spielt sie bei Everton. Mit Everton wurde sie viermal englische Vizemeisterin und gewann 2008 den Ligapokal. 2010 gewann sie mit Everton den FA Women’s Cup.
Am 24. November 2001 debütierte sie in der englischen Nationalmannschaft bei einem Länderspiel in Portugal. Mit der englischen Nationalmannschaft nahm sie an der Europameisterschaft 2005, der Weltmeisterschaft 2007 und der EM 2009 teil. Für die WM 2011 wurde sie ebenfalls nominiert.  Im ersten WM-Spiel gegen Mexiko erzielte sie ihr 35. Länderspieltor. Im Gruppenspiel gegen Neuseeland und im Viertelfinale gegen Frankreich kam sie zu weiteren Einsätzen, schied aber gegen Frankreich im Elfmeterschießen aus.
Am 1. März 2012 machte sie beim Spiel im Rahmen des Zypern-Cups gegen die Schweiz ihr 100. Länderspiel, wobei ihr in der 75. Minute der 1:0-Siegtreffer gelang.
2012 stand sie im Team GB, das an den Olympischen Spielen in London teilnahm. Sie kam in allen vier Spielen zum Einsatz, schied aber im Viertelfinale gegen Kanada aus.
2013 gewann sie mit England den Zypern-Cup und stand im Kader für die EM 2013. Dort kam sie in allen drei Gruppenspielen zum Einsatz, schied mit ihrer Mannschaft aber bereits nach der Vorrunde aus.
Im Finale des Zypern-Cup 2014 machte sie ihr 125. Länderspiel und hatte damit zusammen mit Peter Shilton, dem Rekordhalter der Männer, die zweitmeisten Spiele für England bestritten. Am 19. Juni 2014 stellte sie  mit ihrem 129. Länderspiel für England den Rekord von Rachel Yankey ein. Am 3. August 2014 machte sie beim 4:0 im Freundschaftsspiel gegen Schweden ihr 130. Länderspiel und ist seitdem alleinige englische Rekordhalterin.
Williams gehörte auch zum englischen Kader für die WM 2015 und neben Kapitänin Steph Houghton sowie Torhüterin Karen Bardsley zu den Spielerinnen, die in allen sieben Spielen eingesetzt wurde. Sie erzielte drei Tore per Elfmeter, was zuvor nur der Norwegerin Tina Svensson bei der ersten Auflage 1991 gelungen war. Mit dem letzten verwandelten Elfmeter im Spiel um Platz 3 sicherte sie den ersten Sieg gegen Deutschland und damit den dritten Platz für England, womit sich England 49 Jahre nach dem Gewinn des Weltmeistertitels durch die Männer 1966, erstmals wieder bei einer WM unter den ersten drei Mannschaften platzieren konnte. Mit fünf Toren ist sie nun englische Rekordtorschützin bei Weltmeisterschaften. Sie ist mit 40 Toren die drittbeste Torschützin der Frauen-Nationalmannschaft und erzielte die meisten Tore aller Mittelfeldspielerinnen.
Am 6. März 2016 machte sie im Rahmen des SheBelieves Cup 2016 beim 1:2 gegen Deutschland ihr 150. Länderspiel für England.
Zur Saison 2016 wechselte sie nach vier Jahren in Liverpool zu den Arsenal Ladies FC.
Nach 13 Monaten bei Arsenal wechselte sie zur Saison 2017/18 zum FC Reading, wo sie 2021 ihre Karriere beendete.

## Erfolge
- Ligapokalsiegerin 2008 (mit Everton)
- FA-Women’s-Cup-Siegerin 2010 (mit Everton), 2015/16 (mit Arsenal)
- Vizeeuropameisterin 2009
- Englische Meisterin 2013, 2014 (mit Liverpool)
- WM-Dritte 2015

## Ehrung
Bei der Neujahrsehrung 2016 wurde Williams von Königin Elisabeth II. zum Member of the British Empire (MBE) ernannt.